# 蓪梗花
蓪梗花（学名：Abelia engleriana）是忍冬科六道木属的植物，为中国的特有植物。分布于中国大陆的广西、云南、贵州、河南、甘肃、陕西、四川等地，生长于海拔520米至1,640米的地区，多生于灌丛中、山坡林下、沟边及林缘，目前尚未由人工引种栽培。

## 别名
短枝六道木（中国高等植物图鉴）